# Meridianbreite
Unter der Meridianbreite versteht man die Bestimmung der geografischen Breite aus der Beobachtung eines hellen Gestirns, das gerade im Meridian kulminiert, also seinen Höchststand erreicht. 
Die Sonne steht mittags um 12.00 Uhr wahre Ortszeit (WOZ) im oberen Meridian (bei uns im Süden). Daher nennt man die hieraus bestimmte Breite auch Mittagsbreite. Auch mit anderen Gestirnen im Meridiandurchgang ist eine genaue Breitenbestimmung möglich – siehe Sterneck-Methode.
Die Breite ergibt sich (ohne Berücksichtigung der atmosphärischen Refraktion) wie folgt:
Breite = gemessene Zenitdistanz (d. h. 90° - Höhenwinkel) + Deklination des Gestirns.
Um Mitternacht (00.00 Uhr WOZ) steht die Sonne im unteren Meridian (sichtbar nur in Polarregionen, d. h. polwärts der Polarkreise im Nord- bzw. Südsommer; man spricht dann von der Mitternachtssonne). Die manchmal auf diesem Weg bestimmte Breite nennt man die Mitternachtsbreite, was ebenso durch Beobachtung anderer Gestirne in unterer Kulmination möglich ist.